# Mosteiro de São Romão de Neiva

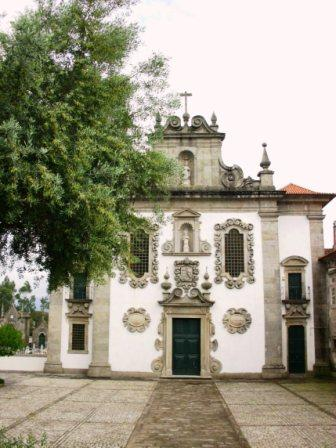
Frontaria Principal Mosteiro de São Romão de Neiva

O Mosteiro de São Romão de Neiva, também designado por Convento de São Romão de Neiva, Igreja Paroquial de Neiva ou Igreja de São Romão, é um antigo templo cristão localizado na freguesia de São Romão de Neiva, Município de Viana do Castelo, distrito de Viana do Castelo, em Portugal.
O conjunto arquitetónico engloba o Cruzeiro de São Romão.

## História
O Mosteiro de São Romão de Neiva era masculino e pertencia à Ordem de São Bento.
Pouco antes de 1087, foi fundado sob a Regra de São Bento, pelo monge Quendano, data em que foi dedicada a sua igreja abacial. Trata-se provavelmente da refundação de um pequeno mosteiro datado de 1022,ou anterior, existente neste lugar. Existe uma "Carta de doação de D. Afonso Henriques de um reguengo ao mosteiro de S. Romão de Neiva" datado de Setembro de 1133.
No fim do século XV até 1566, esteve na posse de abades comendatários, data em que tendo morrido o último, foi integrado na reforma da Congregação de São Bento de Portugal por frei Bartolomeu dos Mártires, como arcebispo de Braga. 
A Congregação tomou posse do mosteiro apenas em 1569.
Na igreja, encontra-se o retábulo maneirista do século XVII, que primitivamente estava no Mosteiro de Tibães.
Além dos primeiros claustros, que seriam da Idade Média, os do mosteiro, inacabados, foram iniciados em 1730 e são quase uma cópia do mosteiro de Tibães.
Em 1834, no âmbito da "Reforma geral eclesiástica" empreendida pelo Ministro e Secretário de Estado, Joaquim António de Aguiar, executada pela Comissão da Reforma Geral do Clero (1833-1837), pelo Decreto de 30 de Maio, foram extintos todos os conventos, mosteiros, colégios, hospícios e casas de religiosos de todas as ordens religiosas, ficando as de religiosas, sujeitas aos respectivos bispos, até à morte da última freira, data do encerramento definitivo.
O mosteiro foi comprado por Manuel Gomes da Costa Castanho, em 1916 ou 1917, e herdado por oito dos seus 12 filhos. Castanho emigrou de Vila Nova de Anha e regressou rico do Brasil. Comprou, em leilão, por 33 contos [cerca de 165 euros]”, uma verdadeira fortuna na altura, o mosteiro, a igreja, hoje administrada pela diocese de Viana do Castelo, e o cemitério, entretanto entregue à Junta de Freguesia de São Romão do Neiva.
Atualmente está na posse de particulares.